# Ficus jonesii
Ficus jonesii är en mullbärsväxtart som beskrevs av Paul Carpenter Standley. Ficus jonesii ingår i släktet fikonsläktet, och familjen mullbärsväxter. Inga underarter finns listade i Catalogue of Life.